# Search for Extra-Terrestrial Intelligence
Pour les articles homonymes, voir SETI (homonymie).
SETI
Search for Extra-Terrestrial Intelligence (en français : « Recherche d'intelligence extraterrestre »), généralement désigné par son acronyme SETI, est une expression utilisée pour désigner les divers projets scientifiques dont l'objectif est de détecter la présence de civilisations extraterrestres avancées présentes dans d'autres systèmes solaires. Elle est employée essentiellement pour désigner les projets américains. 

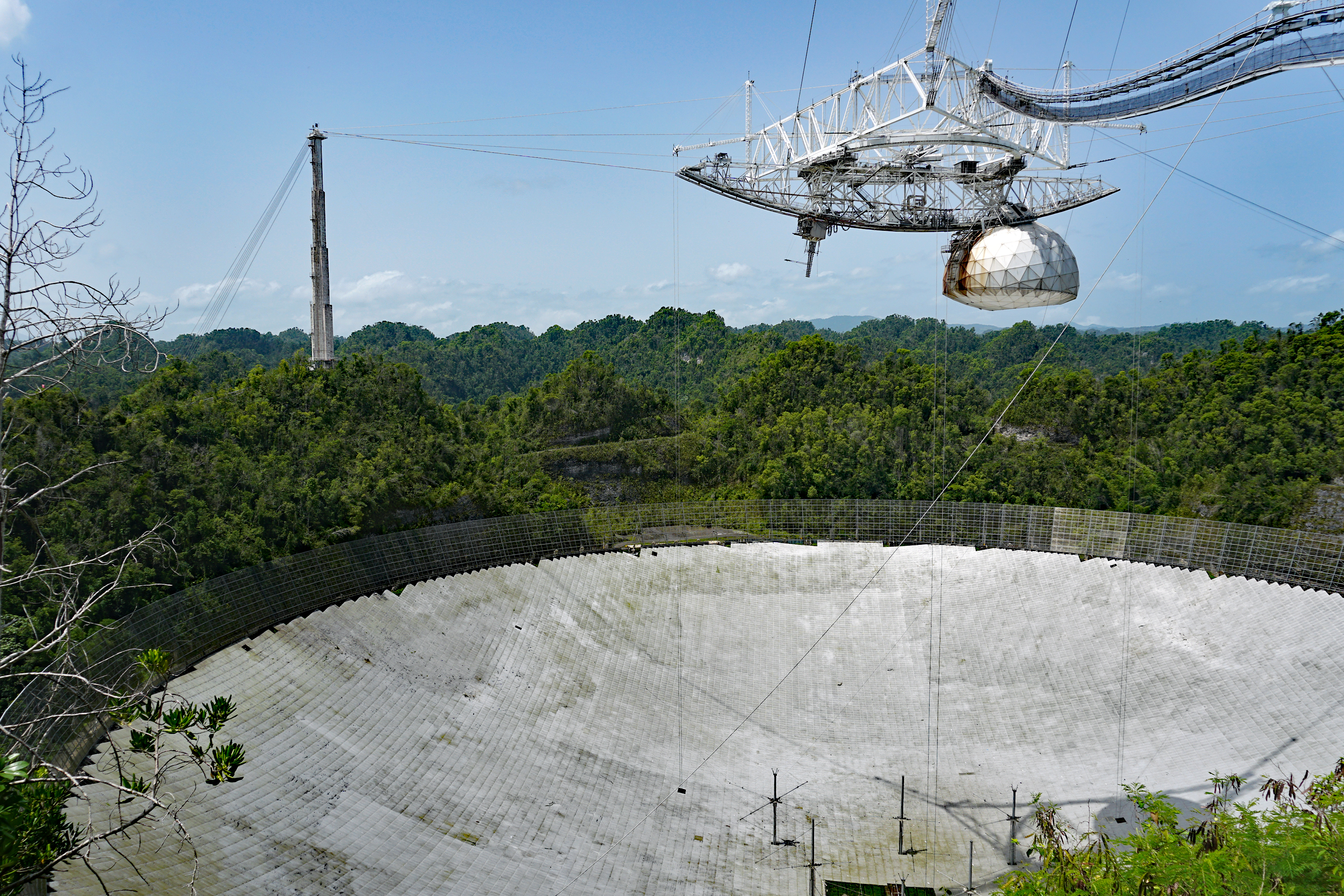
Vue aérienne de l'observatoire d'Arecibo qui a joué un rôle important dans les projets SETI.

Ces projets reposent sur plusieurs hypothèses : existence d'autres civilisations avancées dans notre galaxie à une distance compatible avec les techniques d'observation utilisées, émission par ces civilisations de  signaux électromagnétiques suffisamment puissants pour être détectés correspondant éventuellement à des tentatives de prise de contact, émissions dans des bandes spectrales non perturbées par le milieu galactique et pouvant traverser l'atmosphère terrestre. 
Le premier projet est lancé en 1960 au début de l'ère spatiale à l'initiative de l'astronome Frank Drake. Celui-ci observe les émissions radio en provenance de deux étoiles proches dans une partie du spectre électromagnétique peu perturbée par le bruit de fond galactique en utilisant le radiotélescope de Green Bank. Les développements de la radioastronomie  et des ordinateurs permettent au cours des décennies suivantes d'élargir les recherches à l'ensemble du ciel et du spectre électromagnétique correspondant au point d'eau. En 2006 les observations qui s'étaient jusque-là cantonnées au domaine radio sont élargies au domaine optique avec la mise en fonction d'un télescope dédié géré par l'université Harvard. Des fonds essentiellement privés permettent de créer en 2007 l'Allen Telescope Array, un radiotélescope interféromètre utilisant 42 antennes implantées en Californie. Certains projets utilisent une partie des heures d'observation d'installations existantes (projet Phoenix) tandis que d'autres analysent les données recueillies dans le cadre de recherches astronomiques classiques (SERENDIP, SETI@home). Depuis le début des observations plusieurs signaux non expliqués (comme le Signal Wow!) ont été observés mais aucun n'a pu être identifié comme provenant d'une civilisation extraterrestre. 
Le financement de ces recherches est aléatoire malgré l'appui de quelques personnalités comme Carl Sagan et d'une partie de la communauté scientifique. Il est assuré en partie par des universités, en partie par des fondations privées. L'Institut SETI, créé en 1984 par la NASA pour gérer ses projets SETI qui n'aboutiront finalement pas du fait d'un blocage du Sénat, centralise depuis une grande partie des efforts de recherche. Le centre de recherche SETI de l'université Berkeley en Californie joue également un rôle important par ses contributions aux projets SERENDIP et SETI@home. En 2015, le milliardaire russe Iouri Milner devient à son tour un acteur majeur en injectant 100 millions US$ sur 10 ans dans son projet Breakthrough Listen dont l'objectif est d'effectuer des campagnes d'observation systématiques en utilisant les observatoires de Green Bank et Parkes avec l'assistance technique des spécialistes de Berkeley.

## Contexte

### Contexte historique
Dès l'Antiquité, certains philosophes grecs supposent l'existence de civilisations peuplant des planètes extraterrestres. Les progrès de l'astronomie donnent du poids aux partisans du principe de médiocrité selon lesquels la Terre et l'évolution des espèces ayant conduit à l'apparition de l'homme, constituent des caractéristiques banales dans l'Univers qui sont donc sans doute partagées avec d'autres planètes de notre Galaxie. Le nombre de civilisations présentes dans la Galaxie est difficile à établir, car de nombreux facteurs nous échappent. Toutefois, le paradoxe de Fermi met en évidence que jusque-là aucune civilisation extraterrestre ne nous a contactés alors que l'ancienneté de notre Galaxie (10 milliards d'années) aurait dû permettre à certaines d'entre elles d'accéder au voyage interstellaire et de laisser des traces dans notre Système solaire. 
Les progrès de la radioastronomie, le début de l'ère spatiale et l'exploration in situ de notre Système solaire incitent des astronomes à tenter de percer cette énigme en analysant de manière systématique les signaux radio susceptibles de constituer les signatures de civilisations extraterrestres. Le programme SETI émerge au début des années 1960 aux États-Unis qui se situe à l'époque à la pointe de l'exploration spatiale et dispose des plus gros budgets consacrés à la recherche astronomique.

### Méthodes de communication
Les promoteurs du programme SETI partent de l'hypothèse que certaines des  civilisations extraterrestres  utilisent des systèmes de télécommunications similaires aux nôtres. Ces civilisations peuvent émettre de manière non intentionnelle comme la Terre le fait depuis les débuts de la radio ou au contraire tentent de prendre contact en envoyant des messages vers les étoiles susceptibles d'héberger d'autres espèces intelligentes. Ces émissions ciblées peuvent avoir été déclenchées par les changements provoqués par l'humanité et perceptibles depuis l'espace lointain : on évoque[style à revoir] l'exploitation intensive de mines  d'argent par les Romains il y a plus de 2 000 ans, qui a modifié la composition de l'atmosphère en provoquant une pollution au plomb ou les émissions radio et télé qui ont débuté il y a un peu plus d'un siècle. Si ces événements ont été perçus par d'autres espèces, une tentative de prise de contact a pu nous parvenir depuis une étoile située à une distance maximale de 1 000 années-lumière (temps d'un aller-retour dans le premier cas) ou à environ 50 années-lumière pour le second indice. 
Si la communication est intentionnelle, les civilisations extraterrestres ont émis sur une bande étroite pour limiter la puissance du signal qui doit être élevée pour qu'il soit reçu à grande distance. Le récepteur sur Terre devra donc explorer un grand nombre de canaux étroits pour identifier le message. Les sources d'interférence électromagnétique d'origine galactique (bruit de fond galactique) déforment ou atténuent les émissions. Les programmes SETI se sont donc concentrés sur l'écoute des longueurs d'onde peu affectées par ces phénomènes.

### Probabilité de détection

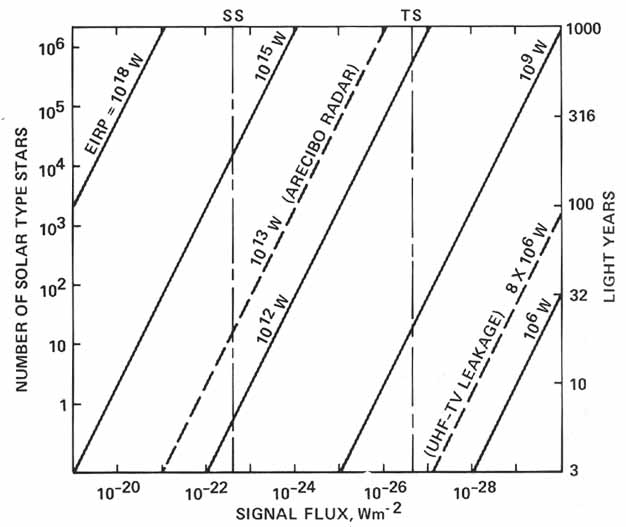
Un signal est d'autant plus facile à détecter qu'il est puissant et que sa source est proche. Par exemple l'émission d'un radiotélescope extraterrestre analogue à Arecibo (puissance 1013 watts) peut être détecté par un récepteur d'une sensibilité de 10-23 watts/m² à 32 années-lumière et de 10-26 watts/m² à 1000 années-lumière.

Les campagnes d'observation effectuées dans le cadre des projets SETI récents explorent une partie du ciel sur une période de  plusieurs mois. L'observation de chaque portion de ciel ne dure que  quelques secondes à quelques minutes, porte une portion réduite du spectre électromagnétique susceptible d'être utilisé et la sensibilité de l'instrument limite la distance des sources de signaux observables. La détection d'un signal émis par une civilisation extraterrestre nécessite que l'observation remplisse plusieurs facteurs :
- Il faut que l'instrument utilisé pointe précisément vers la portion du ciel occupée par la source de l'émission définie par l'azimut et l'élévation. La probabilité pour que cette observation soit effectuée est liée au nombre de civilisations extraterrestres observables dans notre Galaxie. Ce chiffre découle des valeurs attribuées aux facteurs de l'équation de Drake qui modélise la probabilité d'existence de civilisations extraterrestres. Deux de ces facteurs font l'objet d'évaluations très controversées : la probabilité pour que la vie qui se développe aboutisse à une civilisation intelligente (des valeurs comprises entre 1 et 10-9 sont citées) et la durée de vie moyenne d'une civilisation avancée que les plus pessimistes évaluent à quelques centaines d'années tandis que d'autres avancent le chiffre de plusieurs centaines de millions d'années. En fonction des valeurs attribuées à ces facteurs, le nombre de civilisations contemporaines (en tenant compte du décalage temporel découlant du temps de transit du signal) est compris entre 0 et plusieurs millions. Toutefois l'âge de la Galaxie (et donc la préexistence de civilisations anciennes) et l'absence de manifestations matérielles du passage d'autres civilisations dans notre Système solaire incitent à une évaluation basse de ce chiffre. Le site de l'Institut SETI quant à lui base ses réflexions en évaluant de manière arbitraire le nombre de  civilisations contemporaines à 10 000.

- La sensibilité de l'instrument doit permettre de détecter le signal malgré l'éloignement de la source. Les instruments actuels effectuent leurs observations sur des sources éloignées au maximum de 1000 à 2000 années-lumière alors que notre Galaxie a un diamètre de 100 000 années-lumière. Le projet le plus récent Breakthrough Listen n'est capable d'observer qu'un million d'étoiles alors que la Galaxie en compte 200 à 400 milliards.

- L'observation doit se faire dans la fréquence du signal émis. Dans le domaine radio les observations sont effectuées entre les fréquences 1 000 et 10 000 MHz dont le signal est peu perturbé par le bruit de fond galactique. Dans le domaine optique les observations sont effectuées en lumière visible et en proche infrarouge.

- L'observation doit coïncider avec l'arrivée du signal en supposant que celui-ci n'est pas émis en continu.

|                                                           | Observatoire de Parkes (Australie) (à 49,38 10-26 W/m2/Hz) | Observatoire de Parkes (Australie) (à 49,38 10-26 W/m2/Hz) | Observatoire d'Arecibo (Porto Rico - États-Unis) (à 3,09 10-26 W/m2/Hz) | Observatoire d'Arecibo (Porto Rico - États-Unis) (à 3,09 10-26 W/m2/Hz) | FAST (Chine) (à 1,28 10-26 W/m2/Hz) | FAST (Chine) (à 1,28 10-26 W/m2/Hz) |
| --------------------------------------------------------- | ---------------------------------------------------------- | ---------------------------------------------------------- | ----------------------------------------------------------------------- | ----------------------------------------------------------------------- | ----------------------------------- | ----------------------------------- |
| Puissance d'un émetteur extraterrestre (omnidirectionnel) | 1 000 MW= 1 GW                                             | 1 million MW = 1 TW                                        | 1 000 MW= 1 GW                                                          | 1 million MW = 1 TW                                                     | 1 000 MW= 1 GW                      | 1 million MW = 1 TW                 |
| Distance de détection (années-lumière)                    | 4,5 A.L.                                                   | 142 A.L.                                                   | 18 A.L.                                                                 | 569 A.L.                                                                | 28 A.L.                             | 885 A.L.                            |
| Nombre d'étoiles dans le périmètre de détection           | 1                                                          | 5 000                                                      | 12                                                                      |                                                                         | 1 400                               | 1 million                           |

## Histoire

### Article de 1959 de Cocconi et Morrison

Opacité électromagnétique de l'atmosphère. La fenêtre micro-onde dans laquelle se situe le point d'eau est représentée par le radiotélescope à droite, entre 1 et 10 GHz.

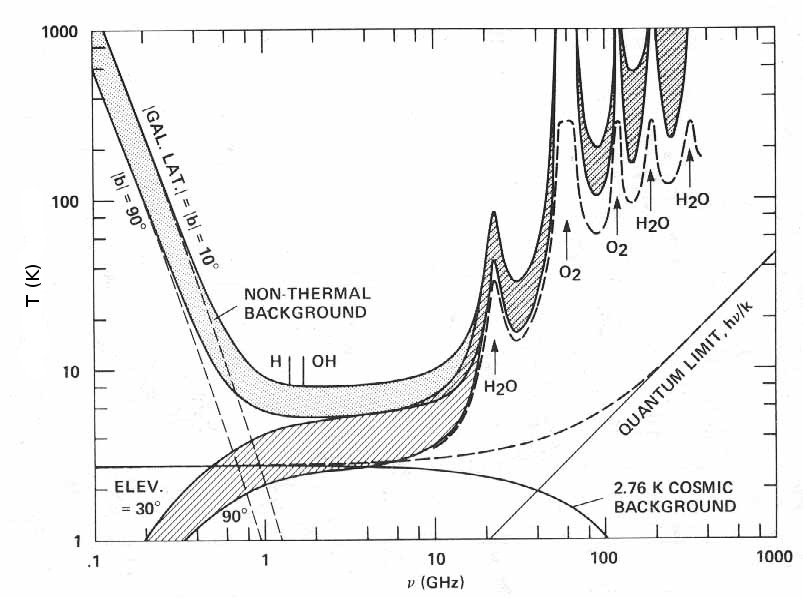
Schéma illustrant la fenêtre permettant l'observation des micro-ondes par un radiotélescope terrestre.

La recherche active de signaux traduisant la présence de la vie intelligente dans l'Univers débute en 1959 (début de l'ère spatiale) avec la publication  dans la revue scientifique Nature d'un article intitulé Searching for Interstellar Communications (à la recherche de communications interstellaires). Les auteurs, Giuseppe Cocconi et Philip Morrison, deux scientifiques de l'université Cornell, émettent l'hypothèse que, si des êtres intelligents existent dans l'Univers, ils tenteront de prendre contact avec les civilisations d'autres systèmes solaires. Les auteurs explorent les méthodes que pourraient utiliser ces civilisations extraterrestres pour établir cette communication, c'est-à-dire concrètement quelle forme prendraient les signaux  envoyés. Le spectre électromagnétique est très large et il est difficile avec les instruments de l'époque de se mettre à l'écoute de l'ensemble de ce spectre. Pour restreindre les recherches, ils émettent plusieurs hypothèses, :
- Certaines longueurs d'onde sont arrêtées par l'atmosphère : c'est le cas d'une partie du spectre infrarouge, micro-ondes et radio, de la presque totalité du spectre ultraviolet, de la totalité du spectre X et gamma. Une civilisation extraterrestre serait consciente de cette contrainte et communiquerait dans des longueurs d'onde pouvant franchir la barrière de l'atmosphère

- La dépense en énergie pour émettre dans les signaux à haute fréquence est plus élevée, ce qui contribue à les écarter. En prenant en compte le point précédent, Cocconi et Morrison en déduisent que l'écoute d'un signal extraterrestre doit se concentrer dans les bandes de fréquence radio et micro-ondes entre 1 MHz et 10 000 MHz.

- Les radiotélescopes étudient plus particulièrement les longueurs d'onde correspondant à la raie d'émission de l'hydrogène (l'atome le plus abondant de l'Univers à 1420 MHz) et celle associée à la raie d'émission de la molécule d'eau (10 000 MHz). Entre ces deux fréquences (situées dans le spectre des micro-ondes), se trouve une fenêtre d'observation dans le spectre électromagnétique, baptisée point d'eau, particulièrement peu touchée par le bruit de fond galactique et les autres phénomènes perturbateurs. Les auteurs de l'article émettent l'hypothèse que le spectre situé entre ces deux fréquences serait probablement également utilisé de manière privilégiée par des civilisations extraterrestres[4].

### Premières observations SETI à l'observatoire de Green Bank
La même année, le jeune astronome américain Frank Drake, qui fait partie du personnel permanent du radiotélescope de Green Bank (Virginie-Occidentale, États-Unis), commence une campagne d'observation destinée à la recherche des émissions de civilisations extraterrestres en utilisant l'antenne parabolique Tatel de 26 mètres. Il pointe ses instruments vers les étoiles Tau Ceti et Epsilon Eridani en n'observant qu'une seule longueur d'onde, la raie d'émission de l'hydrogène (1 420 MHz). Le projet, qu'il a conçu notamment pour répondre à une question qu'il se pose depuis l'enfance (« Sommes-nous seuls dans l'Univers ? ») est baptisé Ozma, allusion à la princesse de fiction du pays d'Oz. Ce premier projet SETI ne fournit aucun résultat positif, malgré 200 heures d'observation.

### Équation de Drake
Un an plus tard l'Académie nationale des sciences américaine organise une réunion interdisciplinaire à l'observatoire dans le but de mettre au point une technique de recherche applicable au SETI. Cette rencontre réunit un groupe éclectique de chercheurs comprenant Melvin Calvin, prix Nobel de chimie, Cocconi, Morrison, Bernard Oliver vice-président de la recherche et du développement chez Hewlett-Packard, Carl Sagan qui commence sa carrière d'astronome et John Lilly auteur d'un livre controversé cherchant à démontrer que le dauphin est une espèce intelligente. Un des résultats de cette réunion est l'équation de Drake qui tente de poser sous forme d'équation le nombre de civilisations extraterrestres existant dans la Galaxie et donc en mesure d'entrer en contact avec la Terre. Parmi les facteurs pris en compte figurent le taux de formation des étoiles, la proportion d'étoiles entourées de planètes et la proportion de planètes sur laquelle une vie intelligente est susceptible d'émerger. 

### Big Ear et le signal Wow!

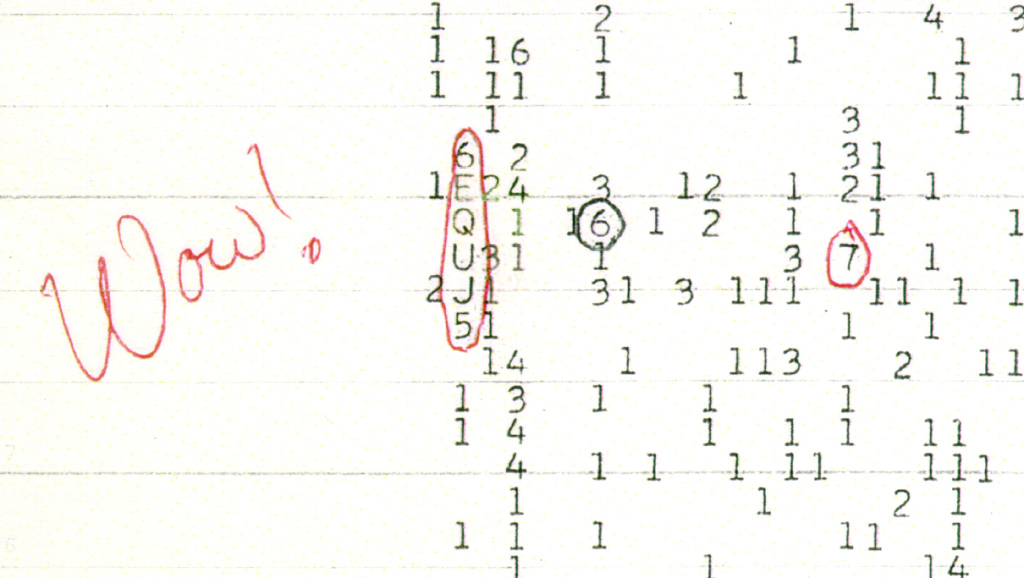
Listing reproduisant l'intensité du signal Wow commenté par l'astrophysicien Jerry R. Ehman. Chaque lettre correspond à un niveau d'intensité. La lettre U correspond au pic d'intensité.

Au cours des années 1960, peu d'observations SETI sont menées hormis en Union soviétique. À compter de 1971, les projets SETI Ozpa et Ozma II prennent la suite de Ozma en ayant recours à des antennes de plus grande taille et en effectuant des observations  sur un plus grand nombre d'étoiles. L’université d'État de l'Ohio lance un troisième projet en 1973 qui utilise le radio télescope Big Ear disposant d'une antenne plate grande comme trois terrains de football américain. Le radiotélescope sera affecté au projet SETI jusqu'en 1995. 
Le 15 août 1977, l'observatoire détecte un signal trente fois plus puissant que le bruit de fond galactique dans la raie d'émission de l'hydrogène. Baptisé Wow!,  le signal est émis dans une bande étroite (moins de 10 kHz) et dure 72 secondes.  Malgré de nombreuses autres observations, aucune autre émission de ce type n'est observée par la suite. Par ailleurs, le signal n'est confirmé par aucun autre radiotélescope. Différentes sources astronomiques ou humaines sont envisagées sans qu'aucune d'entre elles ne donne satisfaction. L'origine de ce signal reste aujourd'hui une énigme.

### Programme avorté d'observation de la NASA

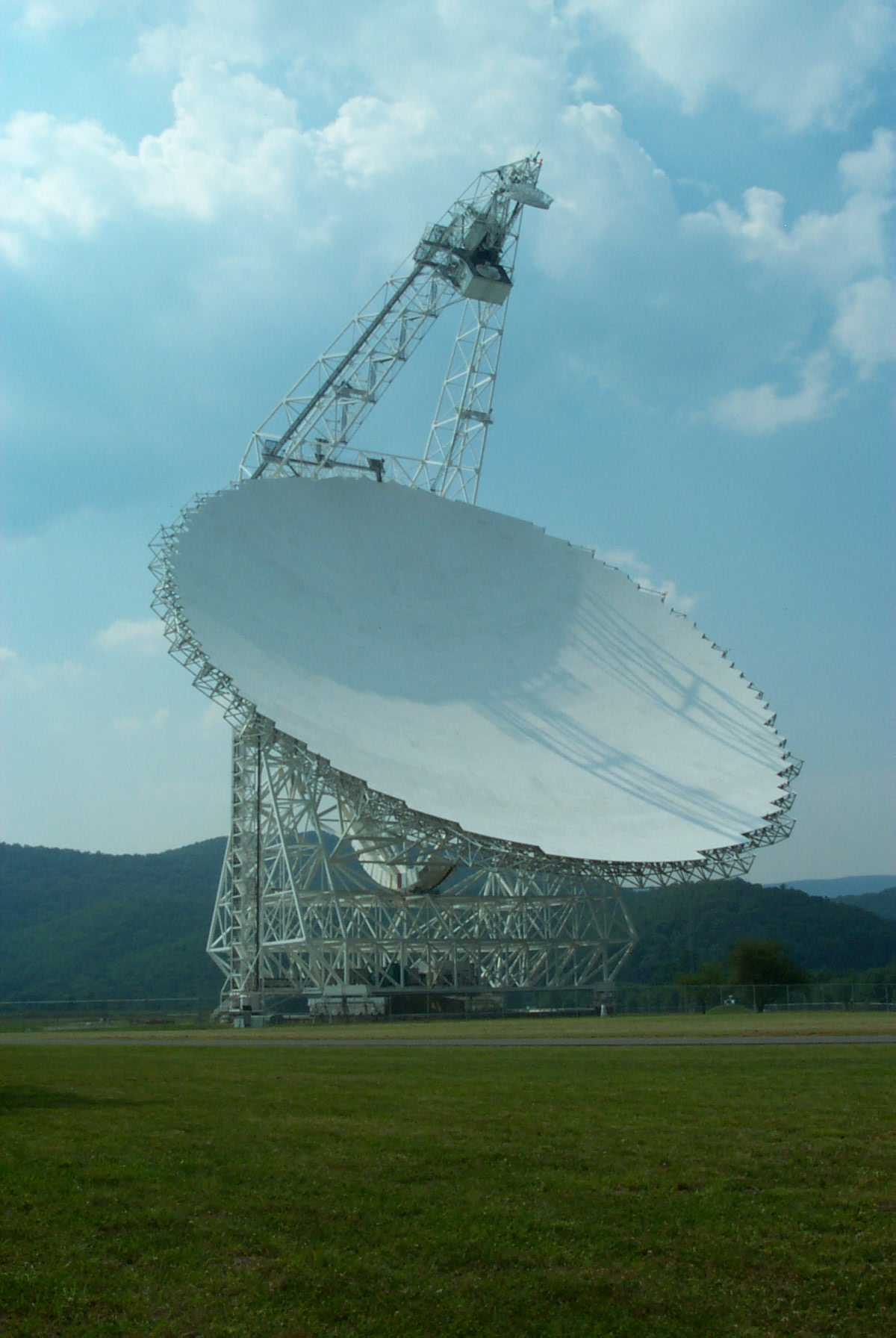
Le radiotélescope de Green Bank a joué et joue encore un rôle de premier plan dans le programme SETI.

L'agence spatiale américaine, la NASA, s’intéresse à la fin des années 1970 au programme SETI. L'agence spatiale envisage le lancement de deux projets. Le premier doit être mené par l'établissement Jet Propulsion Laboratory (JPL) dont le responsable Bruce C. Murray (cofondateur de la Planetary Society en 1980) est convaincu de la pertinence de l'objectif. Il doit utiliser le réseau d'antennes paraboliques du Deep Space Network créé par le JPL qui en temps normal est utilisé pour communiquer dans l'espace avec ses sondes spatiales dispersées dans le Système solaire. Le deuxième projet pris en charge par le centre de recherche Ames doit observer les émissions de plusieurs étoiles aux caractéristiques proches de celles du Soleil. Ce projet doit utiliser plusieurs radiotélescopes dont le radiotélescope d'Arecibo à Porto Rico, Green Bank, l'observatoire de Parkes en Australie et celui de Nançay en France. Les deux programmes doivent effectuer leurs observations dans la bande de fréquence comprise entre 1 000 MHz et 3 000 MHz. Mais ce programme se heurte à une forte résistance des politiques. Le sénateur William Proxmire, pourfendeur des gaspillages de l'argent public, parvient à bloquer le financement de ces projets en 1979. À l'époque, la communauté scientifique se mobilise fortement pour soutenir le programme de la NASA. Carl Sagan rencontre le sénateur et tente de lui démontrer que ces projets sont porteurs d'innovations technologiques et que la découverte d'une autre civilisation permettra de démontrer qu'une civilisation peut survivre à la crise d'adolescence que traverse la société humaine. Ces interventions parviennent à convaincre Proxmire et le programme SETI de la NASA, baptisé High Resolution Microwave Survey, démarre officiellement en 1992. 
L'Institut SETI est créé en 1984 par la NASA pour accueillir son programme SETI en limitant les sommes versées aux universités employant les chercheurs devant intervenir sur le projet. Cette institution sans but lucratif est complètement indépendante de la NASA. En 1993, le programme de la NASA après un investissement de 60 millions US$ est opérationnel depuis un an, lorsqu'il est à nouveau attaqué par le sénateur Richard Bryan. Cette fois Sagan et les supporters du programme ne parviennent pas à convaincre les décideurs politiques et le projet est annulé. L'utilisation des antennes paraboliques du Deep Space Network est complètement abandonnée, mais l'Institut SETI parvient à trouver des ressources pour poursuivre les observations dans le cadre du projet Phoenix. Des équipements destinés à la recherche de signaux extraterrestres sont installés dans les observatoires de Arecibo, Parkes et Greenbank et de 1995 à 2004 des observations sont effectuées en continu dans la bande 1 000 à 3000 MHz dans le cadre de ce projet.

### Contributions de la Planetary Society
En 1980 Carl Sagan, Bruce C. Murray et Louis Friedman créent en Californie la Planetary Society, une organisation à but non lucratif, dont l'un des objectifs est la recherche de la vie intelligente dans notre Galaxie. La Planetary Society apporte, avec la NASA, son soutien financier à la mise au point de Suitcase SETI, un spectromètre à haute résolution portable conçu par le physicien de l'université Harvard Paul Horowitz. Cet instrument permet d'analyser le signal reçu par des radiotélescopes comme celui de Arecibo. Cet équipement donne naissance au projet Sentinel (1983) qui démarre une recherche systématique de signaux extraterrestres en utilisant un radiotélescope de 26 mètres de l'université Harvard. Les techniques employées ne permettent d'écouter qu'une bande étroite du spectre électromagnétique (1 à 2 kHz) et le temps d'interprétation du signal (30 secondes) freine le déclenchement d'observations à l'aide d'autres instruments. 
Le projet META (Megachannel ExtraTerrestrial Assay), financé par la Planetary Society grâce à un don du metteur en scène Steven Spielberg, tente de combler cette lacune en entamant en 1985 une analyse simultanée sur huit millions de fréquences par un ordinateur d'une puissance exceptionnelle pour l'époque de 75 Mips. Durant dix ans, l'ensemble du ciel de l'hémisphère nord est balayé. Trente-sept signaux potentiels (puissance élevée et origine non expliquée) sont détectés, mais aucun ne se répète. Une instrumentation améliorée est mise au point et mise en œuvre à partir de 1995 dans le cadre du projet BETA (Billion channel ExtraTerrestrial Assay) financé par la Planetary Society, la NASA et plusieurs fondations privées. La nouvelle instrumentation permet d'observer simultanément 250 millions de fréquences entre 1 400 et 1 700 MHz. Ces observations s'achèvent en 1999 lorsque l'antenne parabolique du radiotélescope de Harvard est endommagée par une tempête.

### Premières observations optiques
Au début des années 2000, le groupe de chercheurs formé autour d'Horowitz décide d'étendre les observations SETI du domaine radio au domaine optique (lumière visible) à l'instigation de Charles Townes, l'inventeur du laser. Les communications réalisées avec des lasers optiques permettent en effet de faire passer beaucoup plus de données par unité de temps et son utilisation par des civilisations extraterrestres est donc une hypothèse vraisemblable. Le faisceau de lumière émis par un laser peut être très puissant (jusqu'à dix fois plus brillant que notre Soleil) et peut donc être observé à des distances considérables. Par ailleurs notre atmosphère est en grande partie perméable à ce type d'émission lumineuse, ce qui permet de l'observer depuis le sol. Horowitz avec le soutien financier de Planetary Society fait construire en 2006 un télescope doté d'un miroir primaire de 1,8 mètre à Oak Ridge dans le Massachusetts.
Destiné aux observations SETI, il est mis en œuvre par l'université Harvard 200 nuits par an, compte tenu de la nécessité de bénéficier de conditions atmosphériques favorables.

### Projet SERENDIP

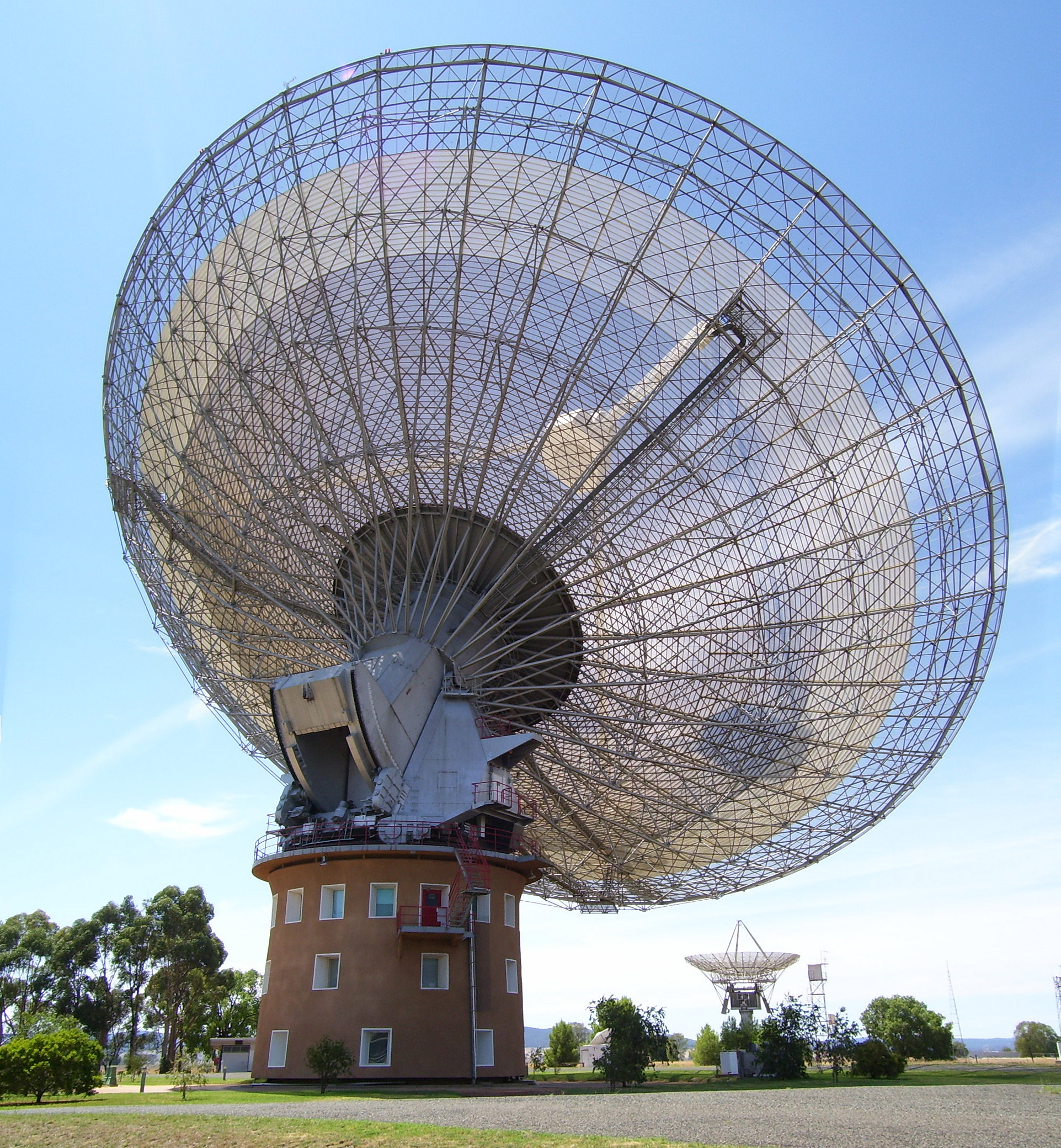
Le radiotélescope Parkes joue un rôle important dans plusieurs projets SETI.

SERENDIP (« Search for Extraterrestrial Radio Emissions from Nearby Developed Intelligent Populations », c'est-à-dire « Recherche d'émissions radio extraterrestres émises par les populations intelligentes et développées proches» ), est un projet SETI financé à la fois par la Planetary Society, la NASA et la Fondation nationale pour la science dont l'objectif est d'exploiter les observations effectuées par les radiotélescopes dans le cadre de leur activité astronomique normale. Les données recueillies sont analysées par un programme mis au point à cette fin par l'université de Californie à Berkeley. Au fil du temps, SERENDIP est installé successivement dans plusieurs observatoires et est amélioré à plusieurs reprises. 
En 2017, il était encore exploité pour analyser les données d'Arecibo. Initialement le traitement est effectué en temps réel, mais la quantité de données dépasse progressivement la capacité de traitement des ordinateurs de l'époque. Un programme est alors mis au point par les techniciens et les ingénieurs pour exploiter la puissance des ordinateurs personnels de volontaires. La démarche débouche sur la création de SETI@home en 1999. Depuis cette date huit millions de personnes ont téléchargé ce programme et ainsi alloué du temps d'ordinateur pour l'analyse des données recueillies.

### Allen Telescope Array

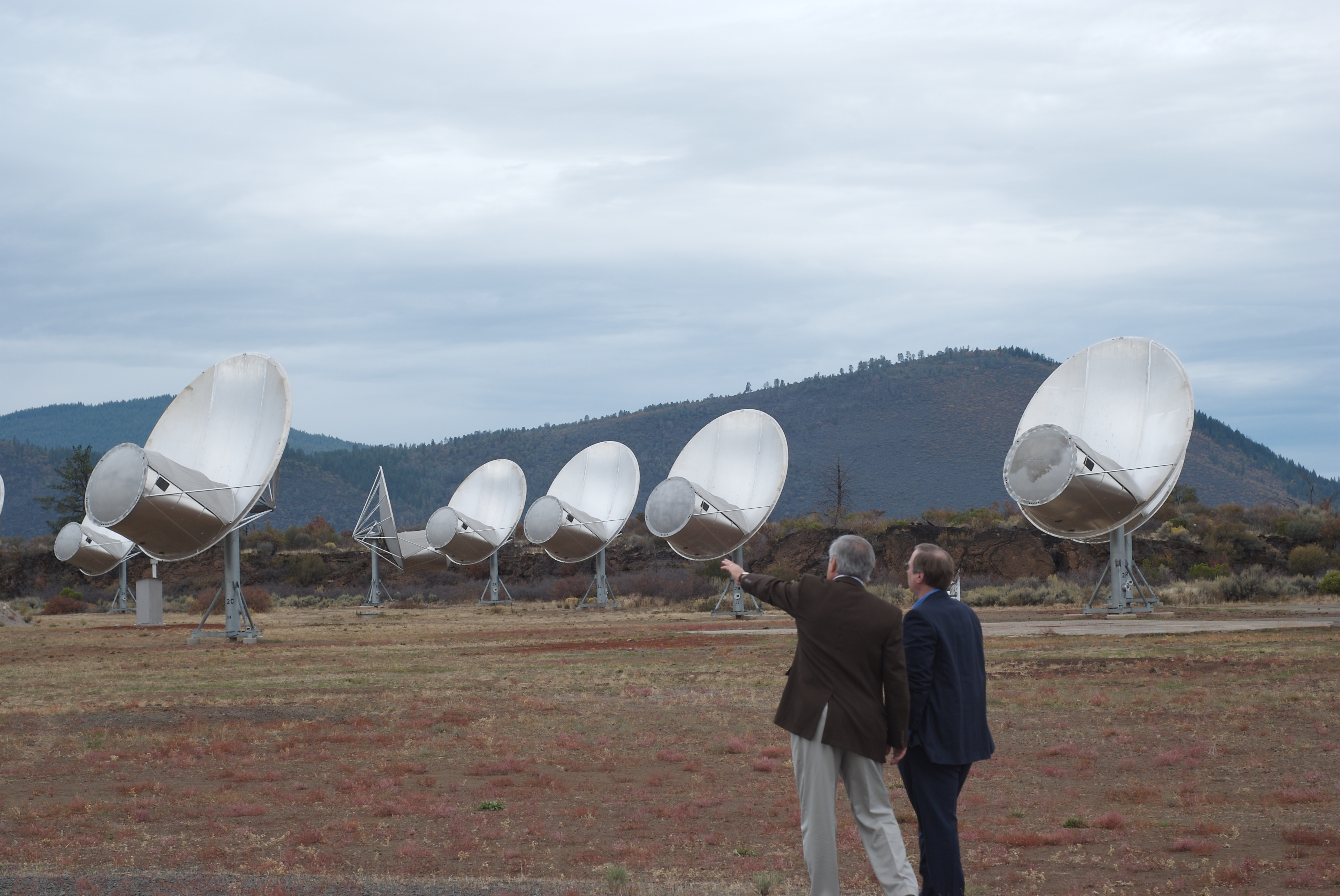
Certaines des antennes du Allen Telescope Array photographiées en 2007.

Avant que l'Institut SETI ne mette fin au projet Phoenix (le projet démarré en 1995 sera arrêté en 2004), il organise une série d'ateliers entre 1997 et 1999 impliquant des scientifiques, des ingénieurs et des spécialistes du traitement de l'information, pour déterminer la meilleure méthode pour poursuivre les recherches de signaux radio émis par des civilisations extraterrestres. Le consensus porte sur le recours à un grand nombre de petits radio-télescopes dont les données sont combinées en utilisant la technique de l'interférométrie. Moins coûteux que les puissants radiotélescopes utilisés jusque-là, ils permettront de couvrir de larges portions du ciel en utilisant souvent des composants achetés sur étagère. Ces conclusions débouchent sur la réalisation du Allen Telescope Array qui est inauguré en 2007. Celui-ci est en grande partie financé par le cofondateur de la société Microsoft, Paul Allen, qui verse plus de 30 millions de dollars. Le radiotélescope est construit sur le site occupé par l'observatoire radio de Hat Creek situé dans le Parc national volcanique de Lassen (Nord de la Californie). 
Le plan initial prévoit la réalisation 350 antennes de 6,1 mètres de diamètre, mais leur coût plus élevé que prévu et le retrait de la Fondation nationale pour la science qui devait apporter une contribution financière significative, limitent le nombre d'antennes construites à 42 (ce nombre est choisi en référence à un passage du Guide du voyageur galactique). Début 2014 le projet est arrêté par manque de fonds, puis redémarre quelques mois, et est enfin réactivé grâce au financement du public et de l'US Air Force. SRI International remplace en tant qu'opérateur l'université de Berkeley.

## Projets en cours
Parmi les projets anciens, META II, SERENDIP (Arecibo) et  Allen Telescope Array (ATA) sont toujours actifs courant 2017. La découverte de nombreuses exoplanètes à compter du début des années 2000 (près de 3 500 confirmées courant 2017 dont plusieurs dizaines aux caractéristiques terrestres) rend la perspective d'une découverte de civilisation extraterrestre plus concrète et encourage le financement de projets SETI.

### Projet Breakthrough Listen
Le milliardaire russe Iouri Milner, physicien de formation, décide en 2017 de financer les recherches SETI à travers le programme  Breakthrough Listen (de l'anglais Breakthrough, « percée » et listen, « écouter »). La gestion du projet est confiée au centre de gestion SETI de l'université de Berkeley. Le programme a pour objectif l'observation des signaux émanant d'un million d'étoiles situées dans une sphère de 1000 années-lumière. Ce dernier chiffre correspond au temps mis par un signal pour faire un aller retour depuis l'exploitation des mines d'argent de l'Espagne par l'Empire romain (entre 600 av J.C. et 300 après J.C.). Celle-ci a en effet déclenché une pollution au plomb de l'atmosphère de la Terre suffisamment massive pour pouvoir être détectée depuis un autre système solaire. Cette manifestation d'une espèce intelligente aurait pu être détectée par une civilisation extraterrestre et aurait pu déclencher une tentative de prise de contact se traduisant par l'émission de signaux. Milner consacrera cent millions de dollars sur dix ans au programme. Il finance ainsi un quart du temps d'observation des radiotélescopes géants de Green Bank et de Parkes, ainsi que l'amélioration des équipements permettant de traiter l'énorme volume de données collectées. Le programme prévoit également d'observer l'ensemble du plan galactique, ainsi que les cent galaxies les plus proches. Des observations sont également effectuées dans le domaine optique avec l'Automated Planet Finder (dont la mission principale est la recherche d'exoplanètes) de l'observatoire Lick,,. 
Le programme fait partie d'un projet plus global de Milner, Breakthrough Initiatives, qui comprend également l'envoi d'un message à destination de civilisations extraterrestres (Breakthrough Message) et la réalisation de mini-sondes spatiales capables d'atteindre 0,2 fois la vitesse de la lumière et de visiter ainsi les étoiles les plus proches (Breakthrough Starshot) à une échéance pas trop éloignée.

### Observations du radiotélescope chinois FAST
Le Chine a mis en service en 2016 son radiotélescope FAST, aux caractéristiques similaires à celles du radiotélescope d'Arecibo, mais avec une antenne deux fois plus grande (500 m de diamètre dont 300 m sont effectivement utilisés) et la capacité d'écarter de 40 degrés le pointage par rapport au zénith grâce à des panneaux mobiles. La bande radio observée est comprise entre 70 MHz et 3 GHz. Parmi les objectifs de FAST figurent la recherche de signaux émanant de civilisations extraterrestres,.    

## Caractéristiques des principaux projets
| Projet                | Date / statut    | Organisation                                                 | Observatoires                                                   | Spectre observé                                                                                                  | Objectifs                                                                   | Autres caractéristiques                                                                | Commentaire                      |
| --------------------- | ---------------- | ------------------------------------------------------------ | --------------------------------------------------------------- | --- | --------------------------------------------------------------------------- | -------------------------------------------------------------------------------------- | -------------------------------- |
| Projet Ozma           | 1960             | Frank Drake                                                  | Parkes (26 m.)                                                  | bande de 400 kHz centrée sur 1420 GHz                                                                            | Étoiles Tau Ceti et Epsilon Eridani                                         |                                                                                        | 150 heures observations cumulées |
| Ozma II               | 1972-1976        | P. Palmer/B. Zuckerman                                       | Parkes (91 m)                                                   | centrée sur 1420 GHz bande de 10 MHz avec une résolution de 52 kHz bande de 625 kHz avec une résolution de 4 kHz | 670 étoiles proches                                                         |                                                                                        |                                  |
| Big Ear               | 1973-1995        | Université d'État de l'Ohio                                  | Big Ear                                                         | centrée sur 1420 GHz 15 puis 50 canaux de 5 à 15 kHz                                                             | Voie Lactée                                                                 | pointage passif (antenne fixe)                                                         | Signal Wow!                      |
| Sentinel              | 1981-1985        | Université Harvard Paul Horowitz                             | Oak Ridge (26 m.)                                               | 131 000 canaux                                                                                                   |                                                                             | Première mise en œuvre du "Suitcase SETI"                                              |                                  |
| META                  | 1985-1995        | Université Harvard Paul Horowitz                             | Oak Ridge (26 m.)                                               | 8,4 millions canaux de 0,05 Hz                                                                                   |                                                                             |                                                                                        |                                  |
| META II               | 1990- (en cours) | Université Harvard Paul Horowitz                             | Observatoire en Argentine                                       | 8,4 millions canaux de 0,05 Hz                                                                                   |                                                                             |                                                                                        |                                  |
| BETA                  | 1995-1999        | Université Harvard Paul Horowitz                             | Oak Ridge (26 m.)                                               | bande 1400-1700 GHz 250 millions canaux de 0,5 Hz temps observation 2 secondes                                   |                                                                             | 3 faisceaux permettant une revisite et l'identification de signaux d'origine terrestre |                                  |
| Projet Phoenix        | 1995-2004        | Institut SETI                                                | Parkes Green Bank (1996-1998)                                   | bande 1400-1700 GHz résolution 1 Hz                                                                              | 800 étoiles                                                                 |                                                                                        |                                  |
| SERENDIP              | 1979- (en cours) | Université de Berkeley                                       | Arecibo, ...                                                    | 128 millions canaux (SERENDIP V)                                                                                 | Analyse de données recueillies pour des observations astronomiques non SETI |                                                                                        |                                  |
| Allen Telescope Array | 2007- (en cours) | Université de Berkeley, puis SRI International Institut SETI | radiotélescope interféromètre de 42 antennes                    | bande 0,5 à 11,2 GHz puis 15GHz Champ de vue 2,45° sensibilité 0,54 mJy durée observation 120 secondes           | Recherche des émetteurs de forte puissance dans le plan galactique          |                                                                                        |                                  |
| Breakthrough Listen   | 2015- (en cours) | Université de Berkeley                                       | Green Bank et Parkes (radio), Automated Planet Finder (optique) | bande 1 à 10 GHz (radio)                                                                                         | 1 million étoiles proches                                                   |                                                                                        |                                  |

## Projets à l'étude ou en cours de développement

### PANO-SETI
PANO-SETI est un projet d'observation optique des signaux SETI étudié par l'université de San Diego en Californie. L'observatoire utiliserait un assemblage constitué de 126 lentilles de Fresnel larges de 50 centimètres de diamètre couvrant complètement la surface d'un dôme. Un détecteur est placé derrière chaque lentille et détecte les variations importantes de luminosité qui pourraient provenir d'un émetteur laser extraterrestre émettant des impulsions lumineuses très brèves. L'instrument permet l'observation continue de l'ensemble de la voute céleste et permet une fréquence d'observation de l'ordre de la nanoseconde (temps entre deux observations) supérieure à celle de tous les phénomènes naturels connus. Le spectre observé correspond à la lumière visible et l'infrarouge proche.  Un tel observatoire aura la capacité de détecter un laser émettant en direction de la Terre à une distance de plusieurs milliers d'années-lumière. En 2017 l'équipe projet dispose de fonds suffisant pour développer le prototype d'une lentille Fresnel.   

### NIROSETI
NIROSETTI est un projet développé par le responsable du projet PANO-SETI mais dont les observations se cantonnent à l'infrarouge et nécessite à ce titre des détecteurs dont le refroidissement, obligatoire pour écarter le bruit thermique, est difficile à mettre en œuvre. Cette partie du spectre est particulièrement appropriée pour les communications reposant sur l'utilisation de lasers. En 2017 une campagne a permis l'observation de plus de 1 000 étoiles. 

### Square Kilometre Array
Le Square Kilometre Array est un projet de radiotélescope dont la surface collectrice d'une superficie de 1 km2 est réalisée en combinant le signal de plusieurs milliers d'antennes. La plage de fréquence observée est de 0,10 à 25 GHz. Les antennes, de trois types, pour être adaptées au spectre couvert, sont réparties sur un territoire de 3 000 km de diamètre englobant des régions situées en Afrique du Sud et en Australie. Grâce à la taille de la surface collectrice et à la distance entre les antennes, la sensibilité sera 8 fois meilleure que celle de LOFAR (le radiotélescope le plus puissant en 2017) dès le premier déploiement planifié en 2020. Ce nouvel observatoire a des objectifs relevant principalement de l'astronomie, mais sa sensibilité doit permettre d'étendre de manière significative la portée de détection des signaux d'origine extraterrestre par rapport aux observatoires SETI existants.

## Projets communautaires amateurs et professionnels
Plusieurs projets SETI sont fondés sur le volontariat en faisant appel aussi bien à des amateurs qu'à des astronomes professionnels.

### SETI@Home

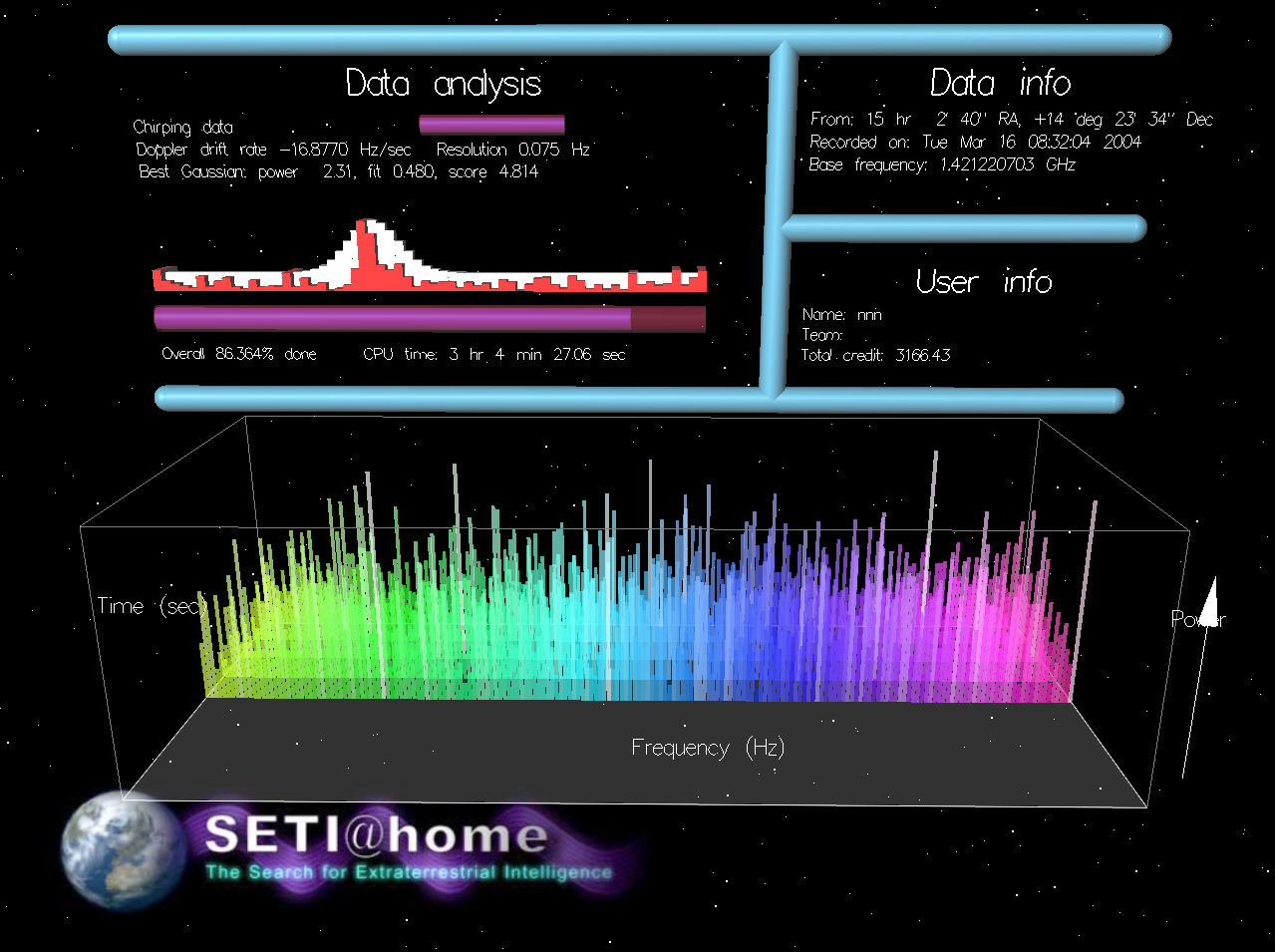
Capture d'écran du programme SETI@home. Version 4.45.

L'analyse des signaux recueillis par les radiotélescopes dans le cadre de projets SETI nécessite une énorme puissance de calcul lorsque plusieurs millions de fréquences distinctes sont observées simultanément. Le traitement doit corriger l'effet Doppler découlant de la rotation de la Terre et prendre en compte un éventuel effet Doppler produit par la rotation de la planète d'origine (s'il n'est pas corrigé), éliminer les interférences électromagnétiques d'origine terrestre ou non, identifier une des formes que pourraient prendre un signal d'origine non naturelle et enfin obtenir une confirmation éventuelle via une deuxième observation. 
L'université de Berkeley met au point au début des années 1980 un équipement baptisé SERENDIP qui analyse les données recueillies par les grands radiotélescopes dans le cadre d'observations astronomiques non SETI dans le but de trouver la signature d'un signal émanant d'une civilisation extraterrestre. Le flux de données dépasse bientôt les capacités de calcul en temps réel disponibles. Des chercheurs de Berkeley mettent au point à la fin des années 1990 un logiciel de calcul distribué baptisé SETI@home qui utilise les ordinateurs personnels de volontaires pour assurer une partie de ces calculs. Leur participation nécessite le téléchargement d'un logiciel dédié qui tourne en tâche de fond sur l'ordinateur personnel pour analyser un sous-ensemble de données distribué par un serveur installé sur le site de l'université. Les résultats de ces analyses sont transmis automatiquement au serveur. SETI@home est le premier projet de calcul réparti grand public. Depuis le logiciel a été adapté pour permettre son utilisation à d'autres projets donnant naissance à  BOINC/ SETI@home n’est plus désormais qu'une des implémentations de BOINC.   

### SETI League et projet Argus
SETI League est une association sans but lucratif américaine fondée en 1994 réunissant des radioastronomes et des radioamateurs amateurs et professionnels qui fédèrent dans le cadre du projet Argus les données recueillies avec leurs instruments dans l'objectif d'effectuer une surveillance continue des émissions radio de l'ensemble du ciel. 

## Dans la culture populaire
Le programme SETI est évoqué :

### Cinéma
- J'ai épousé une extra-terrestre, de Richard Benjamin, sorti en 1988 ;
- La Mutante, de Roger Donaldson, sorti en 1995 ;
- Independence Day, de Roland Emmerich, sorti en 1996 ;
- Contact, de Robert Zemeckis, sorti en 1997 ;
- La face cachée de la lune, de Robert Lepage, sorti en 2003.

### Jeu de société
- SETI, de Tomáš Holek, sorti fin 2024 et édité par Iello Expert. Vous dirigez une institution scientifique en charge de rechercher des traces de vie dans l'univers. Le jeu s'inspire fortement des programmes passés, présents ou futures utilisés dans l'exploration spatiale et a été développé en partenariat avec des scientifiques.

### Littérature
- Contact, de Carl Sagan sorti en 1985 et qui donnera lieu à une adaptation au cinéma par Robert Zemeckis en 1997 avec le titre homonyme Contact.

### Théâtre
- Dans le nuage, de Maxime Carbonneau et Laurence Dauphinais, créé au Centre du Théâtre d'Aujourd'hui, 2021[19].